# PowerDNS
 PowerDNS はDNSサーバで、 C++で記述され、 GPLの下でライセンスされている。 ほとんどのUnix系OSで実行される。 PowerDNSは、単純なBINDスタイルのゾーンファイルからリレーショナルデータベース や負荷分散 / フェイルオーバー アルゴリズムに至るまで、さまざまなバックエンドを備えている。DNS リゾルバは別のプログラムとして提供される。 

## 歴史
PowerDNS の開発は1999年に始まり、当初は商用のプロプライエタリ製品だった。 2002年11月、ソースコードはオープンソースGPL v2ライセンスの下で公開された。  

## 特徴
PowerDNS Authoritative Server(pdns_server)は、単一のコアと、 マルチスレッドを実行する複数の動的にロード可能な バックエンドで構成される。コアはすべてのパケット処理とDNSインテリジェンスを処理し、1つ以上のバックエンドは任意のストレージ方法を使用してDNSレコードを配信する。 
ゾーン転送と更新通知がサポートされており、プロセスは非特権およびchrootedで実行できる。 クエリ処理を高速化するために、さまざまなキャッシュが維持される。 実行時制御はpdns_controlコマンドを介して利用する。これにより、個別のゾーンのリロード、キャッシュパージ、ゾーン通知、およびマルチルータートラフィックグラファー / rrdtool 形式の統計のダンプが可能になる。 オプションのビルトインWebサーバからリアルタイム情報を取得することもできる 。 
PowerDNS の管理インターフェイスを作成する独立したプロジェクトが多数ある。 

### DNSSEC
PowerDNS Authoritative Serverは、バージョン3.0の時点でDNSSECをサポートしている。 事前に署名されたゾーンを提供できるが、オンライン署名とキー管理を実行することもできる。これには比較的簡単であるという利点があるが、サーバー自体に暗号化キー情報が存在するという欠点がある(例えば、 HSM で使用されない場合のHTTPSサーバにも当てはまります)。 

## リゾルバ
PowerDNS Recursor (pdns_recursor )は、個別のプロセスとして実行される解決DNSサーバである。 
PowerDNS のこの部分はシングルスレッドだが、 BoostとMTaskerライブラリを使用して、マルチスレッドであるかのように記述されるこれは単純な協調マルチタスクライブラリです。 スタンドアロンパッケージとしても利用できる。 
pdns_recursor を単独で実行することは権限のあるコンポーネントよりも効率的であるため、単にキャッシング/再帰/ネームサービスを提供することが目的であれば、pdns_recursorのゲートキーパーとしてpdns_serverプロセスを実行する必要ない。 
2007年現在、Recursor は、AOL、Shaw Cable、Neuf Cegetel 等、世界最大のインターネットサービスプロバイダのいくつかで使用されている。 
DNSSEC 検証のサポートは、バージョン4.0のpdns_recursor に追加された。

## 参照
- DNSサーバーソフトウェアの比較

## 参照資料
1. ↑  “Changelogs for Authoritative Server 4.4.x” (2021年2月8日). 2021年2月18日閲覧。
2. ↑  “Changelogs for Recursor 4.4.x” (2020年12月14日). 2020年12月16日閲覧。
3. ↑   Jeannerot (2016年10月21日). “POWERDNS〔ママ〕” (html) (フランス語). Azylis dot net. 2019年7月27日時点のオリジナルよりアーカイブ。2019年7月27日閲覧。 “Nous allons utiliser POWERDNS avec un stockage des tables DNS dans une base de données MARIADB.”
4. ↑  Mens, Jan-Piet (2008). Alternative DNS Servers: Choice and Deployment, and Optional SQL/LDAP Back-Ends (Paperback). UIT Cambridge Ltd.. pp. 114. ISBN 978-0-9544529-9-5
5. ↑  
“About”. PowerDNS.   PowerDNS.COM BV (n.d.). 2019年1月24日閲覧。 “"PowerDNS was launched in 1999"; "Originally closed source"; "In 2002, all PowerDNS software was released as open source"”
6. ↑  “PowerDNS Recursor”.   Doc.powerdns.com. 2014年5月11日閲覧。
7. 1 2  MTasker